# Elecciones al Congreso de los Diputados de abril de 2019 (Lugo)
Las elecciones al Congreso de los Diputados de 2019 se celebraron en la provincia de Lugo el domingo 28 de abril, como parte de las elecciones generales convocadas por Real Decreto dispuesto el 4 de marzo de 2019 y publicado en el Boletín Oficial del Estado el día siguiente. Se eligieron los 4 diputados del Congreso correspondientes a la circunscripción electoral de Lugo, mediante un sistema proporcional (método d'Hondt) con listas cerradas y un umbral electoral del 3%.

## Resultados
Los comicios depararon 2 escaños al Partido Socialista Obrero Español, y al Partido Popular.
| Candidatura                                          | Candidatura                                          | Votos   | %                                       | Escaños                                 |
| ---------------------------------------------------- | ---------------------------------------------------- | ------- | --------------------------------------- | --------------------------------------- |
|                                                      | Partido Popular (PP)                                 | 66 717  | 31,61                                   | 2                                       |
|                                                      | Partido Socialista Obrero Español (PSOE)             | 65 978  | 31,24                                   | 2                                       |
|                                                      |                                                      |         |                                         |                                         |
| Unidas Podemos-En Común-Equo- (UP-EU)                | Unidas Podemos-En Común-Equo- (UP-EU)                | 20 127  | 10,14                                   | 0                                       |
| Ciudadanos-Partido de la Ciudadanía (Cs)             | Ciudadanos-Partido de la Ciudadanía (Cs)             | 17 654  | 8,89                                    | 0                                       |
| Vox (Vox)                                            | Vox (Vox)                                            | 11 386  | 5,74                                    | 0                                       |
| Bloque Nacionalista Galego (BNG)                     | Bloque Nacionalista Galego (BNG)                     | 9599    | 4,84                                    | 0                                       |
| En Marea (En Marea)                                  | En Marea (En Marea)                                  | 2152    | 1,08                                    | 0                                       |
| Partido Animalista Contra el Maltrato Animal (PACMA) | Partido Animalista Contra el Maltrato Animal (PACMA) | 1529    | 0,77                                    | 0                                       |
| Compromiso por Galicia (CxG)                         | Compromiso por Galicia (CxG)                         | 382     | 0,19                                    | 0                                       |
| Partido Comunista dos Traballadores de Galiza (PCTG) | Partido Comunista dos Traballadores de Galiza (PCTG) | 300     | 0,15                                    | 0                                       |
| Recortes Cero-Grupo Verde (R0-GV)                    | Recortes Cero-Grupo Verde (R0-GV)                    | 297     | 0,15                                    | 0                                       |
| Converxencia 21 (C21)                                | Converxencia 21 (C21)                                | 69      | 0,03                                    | 0                                       |
| Votos válidos                                        | Votos válidos                                        | 196 190 | 100,00                                  | 4                                       |
| Votos nulos                                          | Votos nulos                                          | 3708    | Participación: · \| \| 72,65 % \| 4,38% | Participación: · \| \| 72,65 % \| 4,38% |
| Votantes                                             | Votantes                                             | 202 184 | Participación: · \| \| 72,65 % \| 4,38% | Participación: · \| \| 72,65 % \| 4,38% |
| Electores                                            | Electores                                            | 278 305 | Participación: · \| \| 72,65 % \| 4,38% | Participación: · \| \| 72,65 % \| 4,38% |
|                                                      | 72,65 %                                              |         |                                         |                                         |

## Diputados electos
Relación de diputados electos:
| N.º | Nombre                      | Lista | Lista |
| --- | --------------------------- | ----- | ----- |
| 1   | Jaime Eduardo De Olano Vela |       | PP    |
| 2   | Ana Prieto Nieto            |       | PSOE  |
| 3   | Joaquín María García Díez   |       | PP    |
| 4   | Sonsoles López Izquierdo    |       | PSOE  |